# Héctor Escobar Serrano
Héctor Escobar Serrano (* 14. August 1904 in Tejutla, Departamento Chalatenango; † 1986) war ein salvadorianischer Diplomat.

## Leben
Héctor Escobar Serrano war mit Matilde García de Escobar verheiratet. Serrano studierte an der UNAM, wo er zum Doktor der Rechte promoviert wurde. 1937 erhielt er eine Professur öffentliches Recht, Rechtswissenschaft an der Universität von El Salvador (UES). 1927 trat er in den auswärtigen Dienst und wurde Attaché in Berlin. Von 1930 bis 1934 war er Richter an einem Strafgericht der ersten Instanz in San Salvador. Im März 1934 war er Delegierter zur ersten Konferenz der Amistad Centro-americana (zentralamerikanischen Freundschaft) in Guatemala-Stadt. Von 1934 bis 1937 war er Gesandter in Tegucigalpa. Von 1937 bis 1939 war er Gesandter in Mexiko-Stadt. 1939 war er Abgeordneter bei einer verfassungsgebenden Versammlung in San Salvador. Von 1940 bis 1947 war er in Havanna, Guatemala-Stadt und Santo Domingo als außerordentlicher Gesandter und Ministre plénipotentiaire akkreditiert. Von 1947 bis 1950 war er Botschafter in Mexiko-Stadt und nahm an der interamerikanischen Konferenz von Chapultepec teil. Von 12. Januar 1951 bis 1960 war er Botschafter in Madrid und war ab 1952 auch in Kairo, Rabat, Andorra und beim Heiligen Stuhl akkreditiert.
Von 19. Juli 1962 bis 19. Juli 1965 war er im Regierungskabinett von Julio Adalberto Rivera Carballo Außenminister.